# Pachyneuron anthomyiae
Pachyneuron anthomyiae is een vliesvleugelig insect uit de familie Pteromalidae. De wetenschappelijke naam is voor het eerst geldig gepubliceerd in 1885 door Howard.
1. ↑  Catalogue of Life - 2011 Annual Checklist :: Search all names. www.catalogueoflife.org. Geraadpleegd op 28 juni 2023.